# Bande dessinée danoise

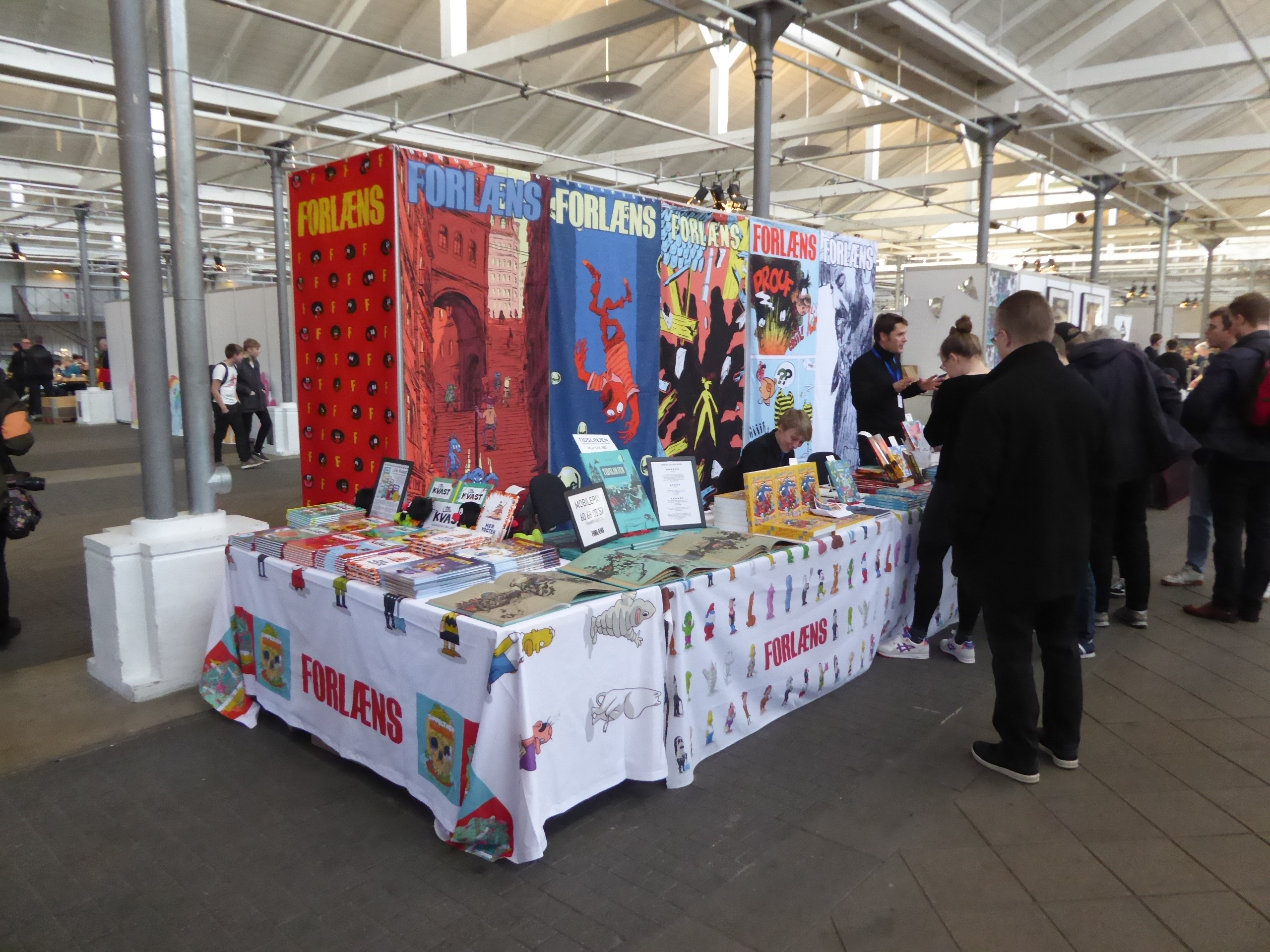
La maison d'édition de la bande dessinée, image liée à l'article la bande dessinée danoise.

La bande dessinée danoise est une bande dessinée réalisée par des auteurs danois.

## Histoire
La bande dessinée danoise commence dans les années 1910, avec la publication dans les journaux du pays comme Klods Hans ou Ravnen de cartoons de Carl Røging. En 1916, il crée, dans le journal Hus og Hjem une série humoristique intitulé Spilopmagerdrengene op den fiffige Onkel mettant en scène une bande d'enfants accompagnés de leur oncle. À partir de 1923, il crée une série inspirée d'une comédie cinématographique muette. À sa disparition en 1933 elle est reprise par Kaj Engholm. Dans la fin des années 1920 et en 1930 plusieurs auteurs se font connaitre sur ce marché en pleine expansion. Helge Hall crée une série familiale qui marie les influences américaines avec le quotidien danois. Ingvar pseudonyme d'Axel Johansen crée le premier strip de sa série I Magasin Madsen en 1930 dans le journal Politiken. C'est dans ce même journal qu'apparait en 1935, la série Hanne Hansen de Arne Ungermann. Malgré la guerre et l'occupation allemande du Danemark, Holger Philipsen arrive à créer la série Carlt nemli' qui se moque de l'envahisseur allemand, son auteur devra par la suite arrêter et rejoindre la résistance danoise. Pendant la guerre les séries américaines disparaissent des journaux danois. Helge Hansen pallie cette absence en lançant Styrmand Rask, une série fortement inspirée d'Alex Raymond.
Créée en 1925 par le publicitaire Harry Nielsen dans le journal Familie-Journalen, la série Willy pa eventyr est reprise au cours des années 1950 par Tage Andersen. Il s'agit d'une série réaliste de science-fiction inspirée de la série britannique Rob the Rover. Willy Nielsen lance la série Egene, dans un style graphique proche d'Harold Foster, publiée dans le journal Skipper Skræk de 1948 à 1961. La bande dessinée humoristique commence une nouvelle ère avec des auteurs comme Henning Gantris et sa série Livets gang i Lidenlund, Moco pseudonyme des auteurs Jørgen Mogensen et Cornelius Cosper et leur série Alfredo, ainsi que Jan Lööf et sa série Felix.
Dans les années 1960, les auteurs danois vont s'ouvrir à l'étranger à commencer par les époux Hansen et leur série Petzi. Vont suivre Knud V.Larsen et sa série Dr Merlind, Carsten Graabæk et sa série Statsministeren et Wow pseudonyme de Werner Wejp-Olsen et sa série Momsemor et sa reprise de Felix tous publiée aux États-Unis et en Europe. Dans le même temps arrivent sur le marché danois les bandes dessinées Disney américaines, mais par la suite les auteurs locaux feront leur propre bande dessinée Disney avec des auteurs comme Gorm Transgaard, Rune Kiddle, Lasse Bo Andersen, Lars Jakobsen et Flemming Andersen. Les bandes dessinées franco-belges arrivent au Danemark dans les années 1970 et vont rapidement écraser la production nationale qui ne va représenter plus que 10 à 15 % des publications. Seuls des auteurs comme Freddy Milton, qui crée une série qui montre sa propre vision de Woody Woodpecker, Peter Madsen, Sussi Bech et ses séries Zainab et Nofret, Orla Klausen et ses séries Jens Langkniv et Skjoldungesagaen, Ole Pihl et sa série Reporterne, ainsi que Rune Kidde et sa série Mansiger sa meget arrivent encore à être publiés. Dans les années 1990, alors que la bande dessinée danoise est en pleine crise, est créé le label Ultima qui lance le journal Gale Streger, des séries comme Chili de René Birkholm et Den sorte hat de Kim Hagen et en relance d'autre comme la série Statsministeren. La décennie voit aussi la création de plusieurs séries sur le thème du fantastique avec Dimensionsdetektiven d'Ole Comoll Christensen et Sandman Midnight Theatre de Teddy Kristiansen. Ces dernières années, Thomas Thorhauge s'est illustré avec son album Det Der Gar Forud traduit dans de nombreuses langues.

## Source
- Patrick Gaumer, « Danemark », Larousse de la BD, Paris : Larousse, 2010, hors-texte p. 32-34.